# のら猫クロッチ
のら猫クロッチ（英称：Krocchi the Street Cat ）は、日本の作家、かりにゃんが2007年から書き始めた作品、及び同作と『のら猫クロッチ川柳』に登場する架空の野良猫である。

## 概要
誰かに飼われることもなく、どこにも帰属しない、ボーダーレスな存在として描かれる。生まれた場所はとある都会のドミネコ通りで、5人兄弟の末っ子。6月9日が誕生日。
初期は、作品『動物かんきょう会議』のメールマガジンの案内役として登場した。2010年にNHK教育テレビで全国地上波放送された同名のアニメシリーズ（全20話）にも友情出演という形で登場した。
2018年に『のら猫クロッチ　Krocch the Street Cat』がアニメーションビジネス海外展開支援事業東京ピッチグランプリにて上位に入賞し、同年に開催されたアヌシー国際アニメーション映画祭の東京都ブースで展示。
2021年から『Animal SDGs I 動物が語るSDGs』の案内役。版権管理会社はヌールエ。

## キャラクター
概要
のら猫クロッチは「いつでも どんな時にも 寄り添い見守ってくれる」存在。家も身寄りもないけれど、明日を信じて、都会のかたすみで明るく生きている。飼い猫や野良猫、犬やカラス、人間たちと積極的に関わる。危険と隣り合わせの毎日ですが、持ち前の知恵と勇気、愛と高潔な行為をとおして、みんなを幸せにしていく。
性格・特徴
目チカラ自慢で強面だが、実は子猫や年老いた猫たちのめんどうみがいい心優しい江戸っ子気質の猫。作品と活動を特徴づけるキーワードとして「野良猫」「〆（しめ）キャラ」損得では動かず、愛と情けを大切にする。その人の傍らに寄り添い「同行二人」の連れ合いとして、強い目力でご縁の絆をしめる。『しめキャラ』で商標登録5705713。「よのため ひとのため のらのため」「縁起（えんおこし）」の4つがある。
物語を飛び出して活動
「自分が”愛と真心”をもって、まわりに関わっていけば、よりよい世界をつくることができる」と信じている。国内・世界を旅し、出あった個性豊かな仲間たちとともに、新しいことを具体的にチャレンジしていく。

## のら猫クロッチ物語

### 物語シリーズ
- 序章 - のら猫が生きる世界は過酷だけれど 愛と情けと 感動でいっぱい！
- 第1話 - 似た者同士
- 第2話 - 紫陽花に涙かくして
- 第3話 - 夏祭り
- 第4話 - 桜雨
- 第5話 - 柚子の庭で
- 第6話 - 梅ちゃんのおやつ
- 第7話 - 吊り花檀
- のら猫クロッチ物語『家もなく 身寄りもないが 明日がある』（発行：ヌールエ、初版発行日：2015年7月）
- ラジオドラマ風のら猫クロッチ物語『家もなく 身寄りもないが 明日がある』（朗読：鈴木万由香、発行：ヌールエ、初版発行：2016年11月）

### 短編シリーズ
- 友送り
- 真っ黒毛対決
- 空葬
- 新入り

### 物語に登場する仲間たち
- 弱猫（飼い猫）[7]
  - ジョバンニ（♂）
洋猫の血を引く界隈一の美猫。なに不自由のない贅沢な暮らしをしているのに、いつも悲しそうな目をして宙を見つめている。クロッチが自慢の眼力で睨もうが、ちょっかいをだそうが全く意に介さない。「イケスカない弱猫」めと思いながらもクロッチが気になってしかたがない飼い猫。
  - 梅ちゃん（♀）
梅の老木のある古屋敷に高齢の女性と暮らしている。艶やかでどこか秘密めいた妙齢の猫。クロッチの命の恩人でもあり初恋の相手でもある。
- 野良猫
  - クマ（♂）
顔つきが子グマに似ている尾曲がりの黒猫。ノラとして生まれ、いったん人に保護されたが、物覚えが悪く粗相を繰り返すため、捨てられて再びのら猫に舞い戻った。だれにでも心を開き純粋なクマのめんどうをクロッチが時々見てやっている。
  - チャッポ（♂）
元気で天真爛漫な長毛種の少年猫。飼い主から溺愛されているが、クロッチにあこがれていてカッコイイのら猫になることが夢。プチ家出を繰り返してはクロッチにまとわりついている。
  - 錆猫ポルシマ（♀）
美しく心優しい錆猫。のら猫とは思えない優雅でつつましやかなポルシマは、クロッチが姉のようにあこがれる存在。
  - クロベエ（♂）
クロッチの兄弟。５匹兄弟の一番上で体格もよく運動神経もいい黒猫。ひ弱で体も小さかったクロッチをなにかと気遣っていた。

- 猫以外
  - 亀のカメ吉
年老いた亀でクロッチの親友。柚子の木のある小さな庭に面した部屋の水槽に棲んでいる。
  - カラスのゴンゾ
カラス族の中でもとりわけ賢くで攻撃的なゴンゾはクロッチのライバル。

### のら猫クロッチ川柳
アート作品名やイベントのコピーは川柳調で表現される
- 「好き」「大好き」「好き」がオイラの花占い
- 一人では　じゃれようものない　猫じゃらし
- 夏休み　終わって今日から　秋休み
- はばかりながら　おいらのはばかり　そこかしこ
- エコとネコ　どちらがかけても　むなしい未来
- 腹へった　明日の恋より　今日の鯉 （第１回クロッチ川柳コンテスト「グランプリ作品」2010年）

### クロッチカムイシリーズ
のら猫クロッチの外伝物語。2018年アイヌの長老浦川治造との出会いをきっかけに、アイヌとカムイを題材にした物語『友送り』がつくられた。（発行：ヌールエ、初版発行日：2018年5月）
- 2019年、糸あやつり人形「一糸座」（座長：結城一糸）との舞台づくりを発表。舞台づくりに先行して、主人公の「のら猫クロッチ」の糸あやつり人形が完成。2018年10月、豊島区主催の地域猫活動啓発イベント「としま猫」にて小芝居を披露[8]。
- 2020年、さっぽろ雪まつりのテーマは「アイヌ」。浦川治造エカシとアイヌの魔除け「キケイナウ」（小さなイナウ）を制作。

## 物語を飛び出して活動
2011年7月創刊の隔月雑誌『孫の力』（別冊『ソトコト』）。（発行元：木楽舎）で幸せ運ぶメッセンジャー役となったことをきっかけに、「よのため　ひとのため　のらのため」をモットーに人や地域とのコラボレーションが始まる。
- 文化人・アーティストと心を合わせる
  - 落語家の三遊亭金時と「キキ川柳」制作。雑誌『孫の力』に投稿された読者からの『のら猫クロッチ川柳』を上の句に見立て、金時師匠が下の句を詠むという話芸を披露。6号から30号まで連載。
  - ファッションブランドPJCの代表デザイナー大西和子と、都会の中の草っ原を遊ぶをテーマに『PJCクロッチ刺繍』シリーズを発表。（2011）
  - テレビ人形劇コンテンツ制作会社スタジオ・ノーバが「着ぐるみクロッチ」[10]を制作。多文化共生、防災、環境イベントや、社会福祉施設での交流イベントで活躍をはじめる。（2013年）
  - フラメンコダンサー長嶺ヤス子が、のら猫クロッチをモデルにした絵『宇宙』を発表。（2016 個人蔵）[11]。
  - 川口市の立体造形制作会社ラッキーワイドは、若手従業員を対象にのら猫クロッチをモデルにしたアート企画を募集。選抜したプランを制作支援し、2016年11月、六本木ストライプハウススペースで開催した『ラッキーワイドxのら猫クロッチ』展で約20体の立体フィギュア作品を発表[12]。
  - 鳶職の仕事着専門ブランド「鳶忰山」とコラボ。岡山デニムと西陣の着物柄を使用した野良着『鳶クロニッカポッカ』シリーズを発表[13]。（2015年）
  - 生活哲学者の辰巳渚と「辻占」制作。（2015年）
  - 演出家・女優の千賀ゆう子が朗読劇「のら猫クロッチ」[14]を上演。（2017年）

- 世界の子どもたちと心を合わせる
  - 公益財団法人オイスカの『子供の森』計画の案内役に。国内最大級の国際協力イベント「グローバルフェスタJAPAN」に『着ぐるみクロッチ[10]』が参加。（2013年）
  - 世界の子どもを児童労働から守るNGO ACEの『ピース・インド・プロジェクト』のアンバサダー役に[15]。インドの子どもたちが「のら猫クロッチ」に民族衣装をつくり、日本国内イベントで販売[16]を手伝う。（2015年）

- 子どもたちの安全・安心のために
  - 保育園や幼稚園児を対象にしたセーフコミュニティダンス『あした スキップ』[17][18]に参加。（2014年）
  - オペラ彩（理事長 和田タカ子）が主宰するオペラ『泣いた赤鬼』の案内役に。2015年7月には山形県新庄市公演[19]に参加。

- 野良猫たちの安全・安心のために

【１】豊島区池袋保健所と心を合わせて
- 豊島区内の地域猫を『としま猫』とあえて命名し、地域猫と地域で暮らす人々との共生について考えるイベント『としま猫　未来のために』の実行委員長役に。劇団ムジカフォンテと糸あやつり人形の一糸座が協力。としまテレビで活動を放映。（2018年）
- 犬猫手帳『ずっといっしょだよ』（発行：豊島区池袋保健所）に参加。
- 地域猫活動を漫画で楽しく伝える手ぬぐい『地域猫活動しぐさ』で案内役に。（2019年）

- 区境を越えるお散歩マップ
  - 『落合 - 散策マップ』（初版 2011年　企画発行：落合第一地区協議会・ふるさと落合　新宿区）
  - 『南長崎 - 散策マップ』（初版 2018年　企画発行：としま南長崎トキワ荘協働プロジェクト協議会　豊島区）
  - 『未来遺産 雑司が谷 - がやがやお散歩マップ』（初版 2014年　発行：雑司が谷未来遺産推進協議会　豊島区）[20]

## 出演する映像作品
アニメ『動物かんきょう会議』シリーズ（全20話）2010年
第2話「虹色ピクニック」、第5話「宇宙より愛を込めて」、第10話「宝島」、第13話「動物、月へ行く」、第15話「トレンドファッション入門」に友情出演で登場　監督:西村純二
『笑顔のハート』2012年
豊島区政試行80周年、及びセーフコミュニティー国際認証記念事業「笑顔のハート」MERRY in TOSHIMAのドキュメント映像。映像・音楽：Takahiro Kido  協力：Merry Project
としま・セーフコミュニティ・ダンス『あしたスキップ』 2013年
『のら猫クロッチ川柳』2014年
2014年1月 - 2月の期間に西武鉄道車両のSmileビジョンで「川越編」「秩父編」を放映　監督:遊佐かずしげ
『HI! Krocchi（クロッチ、こんにちは！）』2015年
インドの女の子たちが、のら猫クロッチの服をつくるドキュメント映像。映像・音楽：Takahiro Kido
『KROCCHI the Street Cat』2018年
原案：のら猫クロッチ物語『遊ぼうよ！』（作：かりにゃん）

2018年東京都主催 東京アニメピッチグランプリで上位入賞。MIFA2018東京都ブース出品作品

## エキシビジョン
- 2008年　『動物かんきょう会議 x 黒猫クロッチ』展[27]（六本木ストライプハウスギャラリー）
- 2014年　『家族で楽しむ　のら猫クロッチ と仲間たち』展（西武百貨店池袋本店）
- 2016年　『のら猫クロッチ』展　ねこ・猫・ネコー全館ねこづくし（日本橋三越本店）[28]
- 2016年　『ラッキーワイド x のら猫クロッチ』展[29]（六本木ストライプスペース）
- 2019年　『PJC x のら猫クロッチ』展（日本橋三越本店）[30]
- 2020年　『PJC x のら猫クロッチ』展（名古屋栄三越）